# Kotsma
Kotsma is een plaats in de Estlandse gemeente Saaremaa, provincie Saaremaa. De plaats heeft de status van dorp (Estisch: küla).
Tot in oktober 2017 lag Kotsma in de gemeente Kihelkonna. In die maand ging Kihelkonna op in de fusiegemeente Saaremaa.

## Bevolking
Het dorp had 5 inwoners op 31 december 2011 en 3 inwoners op 31 december 2021.

## Geschiedenis
Kotsma werd voor het eerst genoemd in het jaar 1506 onder de naam Kottisim als nederzetting op het landgoed van Loona. In 1977 werd Kotsma bij het buurdorp Vedruka gevoegd. In 1997 werd de plaats weer een zelfstandig dorp.